# Тысяча светлых ангелов
«Тысяча светлых ангелов» (укр. Ти́сяча сві́тлих я́нголів) — шостий офіційний альбом гурту «Flëur» виданий у 2010 році. Складається з двох дисків. Це перший двох-дисковий альбом гурту, а також найдовший за тривалістю звучання. Також альбом став першим, який гурт випустив у цифровому форматі на сайті Kroogi.com (18 квітня 2010), який працює за моделлю «pay-what-you-want», тобто користувач може сам вирішувати, скільки він платить за музику. Крім цього, альбом став першим, який гурт записав у рідному місті Одеса та на власному лейблі Cardiowave.
Перед початком запису альбому у Flëur відчутно змінився склад: з гурту пішли басист Віталій Дідик, віолончелістка Олександра Дідик і флейтистка Алла Лужецька, які грали у ньому протягом багатьох років. Таким чином, віолончель та флейта перетворилися на інструменти, які гурт більше не використовував на концертах, внаслідок чого звучання стало більш роковим. 2009 року до Flëur приєднався бандурист Георгій Матвіїв, а «Тысяча светлых ангелов» став єдиним альбомом гурту, де можна почути бандуру.

## Композиції альбому
| Диск 1 | Диск 1                            | Диск 1             | Диск 1     |
| #      | Назва                             | Автор              | Тривалість |
| ------ | --------------------------------- | ------------------ | ---------- |
| 1.     | «Интро»                           |                    | 0:47       |
| 2.     | «Зов маяка»                       | Ольга Пулатова     | 4:27       |
| 3.     | «Разбег»                          | Олена Войнаровська | 5:03       |
| 4.     | «Человек 33 черты»                | Ольга Пулатова     | 6:55       |
| 5.     | «Дирижабли»                       | Олена Войнаровська | 3:53       |
| 6.     | «Да, это так»                     | Ольга Пулатова     | 4:41       |
| 7.     | «Расскажи мне о своей катастрофе» | Олена Войнаровська | 6:13       |
| 8.     | «Розовый слон»                    | Ольга Пулатова     | 5:06       |
| 9.     | «Амулет»                          | Олена Войнаровська | 7:51       |

| Диск 2 | Диск 2                           | Диск 2             | Диск 2     |
| #      | Назва                            | Автор              | Тривалість |
| ------ | -------------------------------- | ------------------ | ---------- |
| 10.    | «Камень»                         | Ольга Пулатова     | 3:30       |
| 11.    | «Качели»                         | Олена Войнаровська | 4:53       |
| 12.    | «Летняя ночь, летящая в пустоте» | Ольга Пулатова     | 7:02       |
| 13.    | «Апрельское утро»                | Олена Войнаровська | 5:00       |
| 14.    | «Тёплая осень»                   | Ольга Пулатова     | 3:33       |
| 15.    | «Лунные лилии»                   | Олена Войнаровська | 6:06       |
| 16.    | «Последний танец зимы»           | Ольга Пулатова     | 5:38       |
| 17.    | «Непобедимая армия»              | Олена Войнаровська | 5:27       |

## Музиканти, що брали учать у записі альбому

### Зі складу групи
- Ольга Пулатова — вокал (2, 4, 6, 8, 10, 12, 14, 16), рояль, синтезатор
- Олена Войнаровська — вокал (3, 5, 7, 9, 11, 13, 15, 17), гітара, рояль
- Катерина Котєльнікова — синтезатор, рояль, бек-вокал
- Анастасія Кузьміна — скрипка, сопілка, окарина, мелодика, варган, іграшкове піаніно
- Олексій Ткачевський — барабан, перкусія
- Георгій Матвіїв — бандура
- Євген Чеботаренко — бас-гітара
- Владислав Міцовський — перкусія
- Андрій Басов — гітара, бек-вокал
- Людмила Карецька — віолончель

### Запрошені музиканти
- Анастасія Звеліндовська — флейта
- Андрій Охрамович — труба
- Олексій Морозевич — гобой
- Павло Голубовський — гітара, звуки

### Аранжування
- Катерина Котельнікова
- Олена Войнаровська
- Ольга Пулатова
- Олексій Ткачевський
- Георгій Матвіїв
- Анастасія Кузьміна
- Ілля Галушко
- Павло Голубовський
- Андрій Басов
- Володимир Нессі
- Віталій Дідик
- Дмитро Вєков
- Владислав Міцовський
- Олексій Нагорних

### Інші
- Ілля Галушко — звукорежисер, зведення, мастеринг
- Олексій Нагорних — звукоінженер
- Владислав Міцовський — дизайн обкладинки, фото, менеджмент, продюсування
- Сергій Ляшков — фото
- Дмитро Вєков — менеджмент, продюсування

## Ротація
У ротацію на радіостанціях потрапили такі пісні з альбому:
- «Розовый слон»[4]
- «Последний Танец Зимы»[5]
- «Апрельское Утро»[6]
- «Да, Это Так»[7]
- «Расскажи Мне О Своей Катастрофе»[8]
- «Человек 33 Черты»[9]
- «Дирижабли»[10]
- «Камень»[11]
- «Теплая Осень»[12]
- «Непобедимая Армия»[13]

## Додаткова інформація
- За словами Ольги Пулатової пісня «Летняя ночь, летящая в пустоте» зображує її уявлення про ідеальні стосунки між двома людьми[14]
- Цифра 33 у пісні «Человек 33 черты» означає вік людини. За словами Ольги Пулатової, це той вік, коли люди вже з обережністю ставляться до нових стосунків[15]
- За словами Олени Войнаровської пісня «Разбег» була написана під враженням від «Реквієму» Моцарта і спочатку називалася «Моцарт»[16]